# World Touring Car Championship 1987
World Touring Car Championship 1987 vanns av Roberto Ravaglia och BMW. Serien var den enda i sitt ursprungliga slag, då det var bara en säsong som enduranceserie.

## Kalender
| Bana                                          | Segrare                                             | Märke  |
| --------------------------------------------- | --------------------------------------------------- | ------ |
| Autodromo Nazionale Monza                     | Allan Moffat John Harvey                            | Holden |
| Circuito del Jarama                           | Roberto Ravaglia Emanuele Pirro Roland Ratzenberger | BMW    |
| Circuit de Dijon-Prenois                      | Johnny Cecotto Gianfranco Brancatelli               | BMW    |
| Nürburgring                                   | Klaus Ludwig Klaus Niedzwiedz Pierre Dieudionné     | Ford   |
| Circuit de Spa-Francorchamps (Spa 24-timmars) | Eric van de Poele Didier Theys Jean-Michel Martin   | BMW    |
| Masaryk Circuit                               | Klaus Ludwig Klaus Niedzwiedz                       | Ford   |
| Silverstone Circuit                           | Enzo Calderari Fabio Mancini                        | BMW    |
| Mount Panorama Circuit (Bathurst 1000)        | Peter Brock Peter McLeod David Parsons Jon Crooke   | Holden |
| Calder Park Raceway                           | Steve Soper Pierre Dieudonné Klaus Niedzwiedz       | Ford   |
| Wellington Circuit (Wellington 500)           | Klaus Ludwig Klaus Niedzwiedz                       | Ford   |
| Fuji Speedway                                 | Klaus Ludwig Klaus Niedzwiedz                       | Ford   |

## Slutställning
| Plats | Förare                                | Märke | Poäng |
| ----- | ------------------------------------- | ----- | ----- |
| 1     | Roberto Ravaglia                      | BMW   | 269   |
| 2     | Klaus Ludwig Klaus Niedzwiedz         | Ford  | 267   |
| 3     | Emanuele Pirro                        | BMW   | 244   |
| 4     | Steve Soper Pierre Dieudonné          | Ford  | 193   |
| 5     | Olivier Grouillard                    | BMW   | 164   |
| 6     | Johnny Cecotto Gianfranco Brancatelli | BMW   | 158   |
| 7     | Roland Ratzenberger                   | BMW   | 146   |
| 8     | Luis Perez-Sala                       | BMW   | 134   |